# LG G 플렉스
LG G 플렉스(한국어: LG G Flex)는 LG전자가 2013년 11월 5일 대한민국 여의도 트윈빌딩 행사장에서 발표하여 11월 12일 대한민국 3개 통신사에서 동시출시한 안드로이드 패블릿 스마트폰이다.
갤럭시 라운드에 이어 2번째로 플렉서블 디스플레이를 탑재한 스마트폰이다. 배터리 또한 휘어지는 배터리를 채용하였으며, 기존에 출시된 모든 휴대전화와 달리 힘을 가하면 조금씩 휘는 점이 특징이다.

## 운영 체제 / 소프트웨어

### 안드로이드 4.4.2 킷캣 업그레이드
3월 27일 경 노크 코드가 포함된 안드로이드 4.4.2 킷캣이 업그레이드 되었다.

## 연혁
- 2013년 11월 5일 : 대한민국 여의도 LG 트윈 타워 행사장에서 발표
- 2013년 11월 12일 : 대한민국 3개 통신사 SK텔레콤, KT, LG U+에서 동시출시

## 외형
플렉서블 디스플레이를 제외하면 성능 및 디자인에서 LG G2와 거의 동일하다.LG G2와 동일하게 소프트키를 채용해 전면에 버튼이 없고 볼륨과 전원키를 뒷면으로 보내 손가락으로 쉽게 전원과 볼륨을 조작할 수 있도록 하였다. 또 전원 버튼에 LED를 달았다.

## 색상
- 티탄

## 특수 기능

### 셀프힐링
후면 배터리 커버에 손상이 가해지더라도 수 분 이내에 원상복구할 수 있다.

### 카메라 기능

#### 샷&클리어
사진 촬영시 움직이는 대상을 선택하여 삭제할 수 있다.

### 동영상 기능

#### 트래킹 줌
원하는 영역을 확대해서 해당 이미지를 PIP형태로 추적하면서 확대된 프레임과 전체 화면을 함께 녹화할 수 있다.

#### 오디오 줌
동영상 촬영시 원하는 영역의 소리를 더 크게 녹음할 수 있다.

### 기타 기능
- 게스트 모드: 잠금패턴에 사용자가 미리 설정한 기능만 볼 수 있다.
- 오토 다이어리: 통화, 메시지, 동영상, 음성녹음, SNS 등에서 활동한 내용을 기록, 보관하는 기능이다.
- 맞춤형 전면 터치 버튼: 전면 터치 버튼의 위치를 원하는 방식으로 지정할 수 있다.
- 퀵윈도우 케이스: 커버에 있는 조그만한 창으로 음악, 카메라, 날씨 등 조작이 가능하다.
- 노크 온: 액정을 두 번 두드려도 화면을 켜고 끌 수 있다.
- 모션 콜: G 플렉스의 통화 버튼을 누르지 않아도 귀에 대면 바로 전화를 받을 수 있다.
- Q 리모트: 원하는 기기를 등록하여 G 플렉스를 리모컨으로 사용할 수 있다.
- 스마트 링크: 메시지, 웹 페이지, 이메일의 텍스트를 분석하여 연결할 수 있는 기능을 추천해준다. 텍스트 중 날짜, 장소, 전화번호 등을 길게 눌러 이용할 수 있다.
- 클립 보드: 마음에 드는 텍스트나 이미지를 최대 20개까지 저장하고 불러 낼 수 있다.
- 테스크 슬라이더: 세 손가락으로 화면을 밀어줌으로써 사용 중인 기능을 변환시킬 수 있다.
- 캡처 올: 웹 화면을 원하는 크기만큼 캡처할 수 있다.
- 플러그&팝: G 플렉스에 외부기기를 연결하면 자동으로 그 기기와 어울리는 기능을 추천해준다.

## 변종

### 대한민국LG-F340S/K/L
SK텔레콤, KT, LG 유플러스를 통해 출시된 제품으로 LTE 어드밴스트를 지원한다.

## 경쟁 기종
- 삼성 갤럭시 라운드
- 팬택 베가 LTE-A
- 팬택 베가 시크릿 업
- 애플 아이폰 5S

## 같이 보기
- LG G 플렉스 2
- 삼성 갤럭시 라운드